# 北埃斯特雷拉
北埃斯特雷拉是巴西戈亚斯州的一个市镇。总面积301.641平方公里，总人口3406人，人口密度11.3人/平方公里。